# Silvia (Cauca)

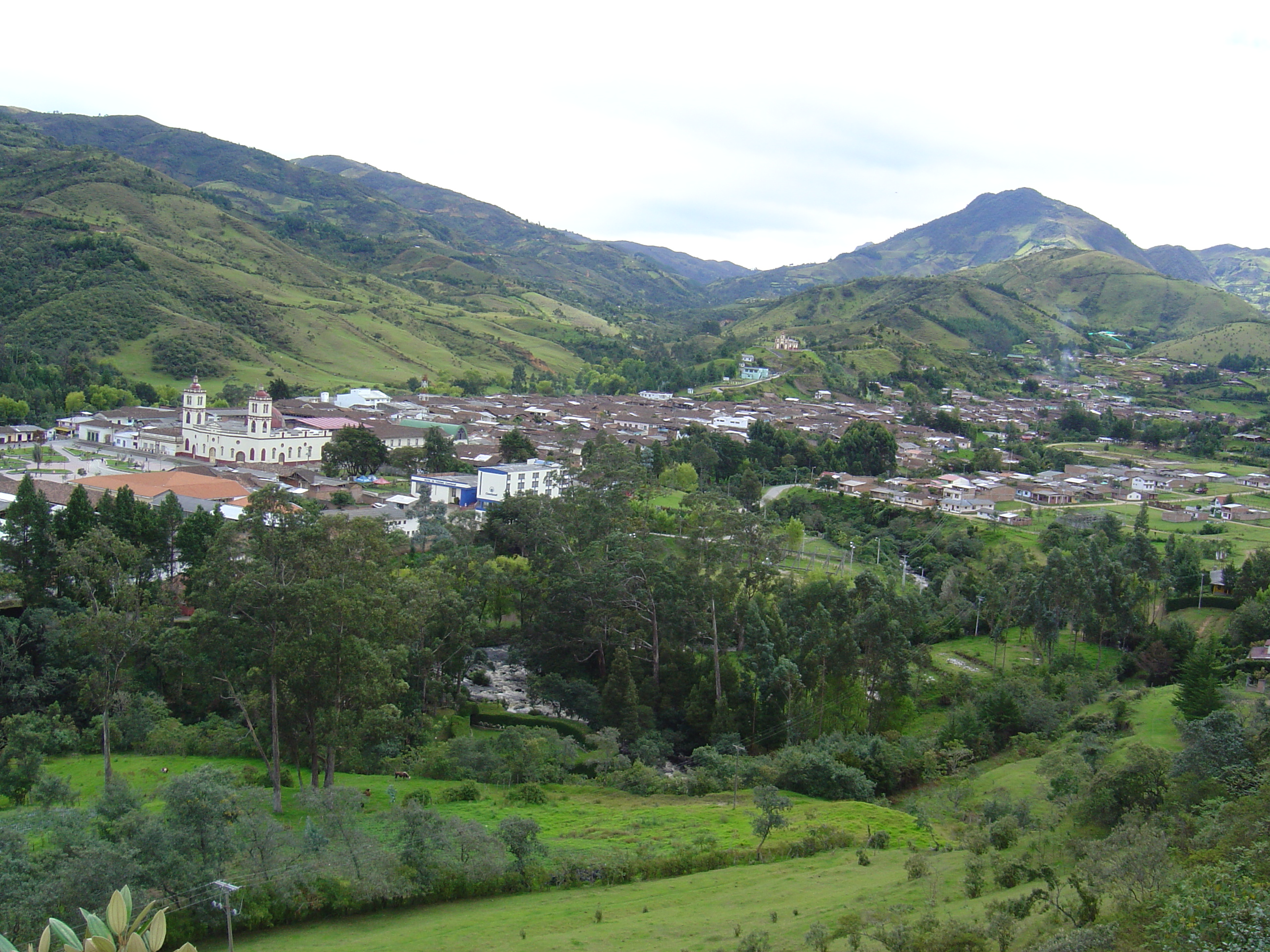
Panorâmica de Silvia

Silvia é um município colombiano, no departamento do Cauca. Está localizado em um vale na cordilheira central dos Andes. A sede do município está localizada entre o rio Piendamó e a Quebrada Manchay, a 59 km de Popayán, capital do departamento. O povoado foi fundado em 23 de outubro de 1562. Até 1838 foi chamado Guambia. Em 2018 foram recenseados 37.337 habitantes.
A população indígena, das etnias Misak e Nasa, alcança 84,2% dos habitantes. O município está conformado formada por seis terras indígenas: Guambía, Ambaló, Kisgo, Pitayó, Quichaya e Tumburao.
As principais atividades econômicas são a agricultura,  pecuária tradicional, e o turismo. 